# دانشنامه بزرگ شوروی
دانشنامه بزرگ شوروی (روسی: Большая советская энциклопедия) یکی از بزرگترین دانشنامه‌های روس‌زبان است که توسط اتحاد جماهیر شوروی سوسیالیستی از سال ۱۹۲۶ تا ۱۹۹۰ چاپ و منتشر می‌شده‌است.

## ویراستاران
ویراستاران و مشارکت کنندگان در GSE شامل تعدادی از دانشمندان و سیاستمداران برجسته اتحاد جماهیر شوروی بودند:
- حمید عالیمجان
- ویکتور هامبارتسومیان
- نیکولای بایباکوف
- میکولا باژان
- Maia Berzina
- نیکولای بوگولیوبوف
- آندری بوبنوف (کشته شده در ۱۹۳۸)
- نیکلای بوخارین (کشته شده در ۱۹۳۸)
- نیکولای بوردنو
- میخائیل فرونزه
- ویکتور گلوشکوف
- ایگور گرابار
- ونیامین کاگان
- ایوان کنونیانتس
- آندری کولموگوروف
- گلب کرژیژانوفسکی
- والرین کویبیشف
- پاول لبدف پولیانسکی
- آناتولی لوناچارسکی
- ولادیمیر اوبروچف
- الکساندر اپارین
- یوری پروخوف
- کارل رادک (کشته شده در ۱۹۳۹)
- اوتو اشمیت
- نیکولای سماشکو
- کلیمنت ووراشیلوف

## نگارخانه

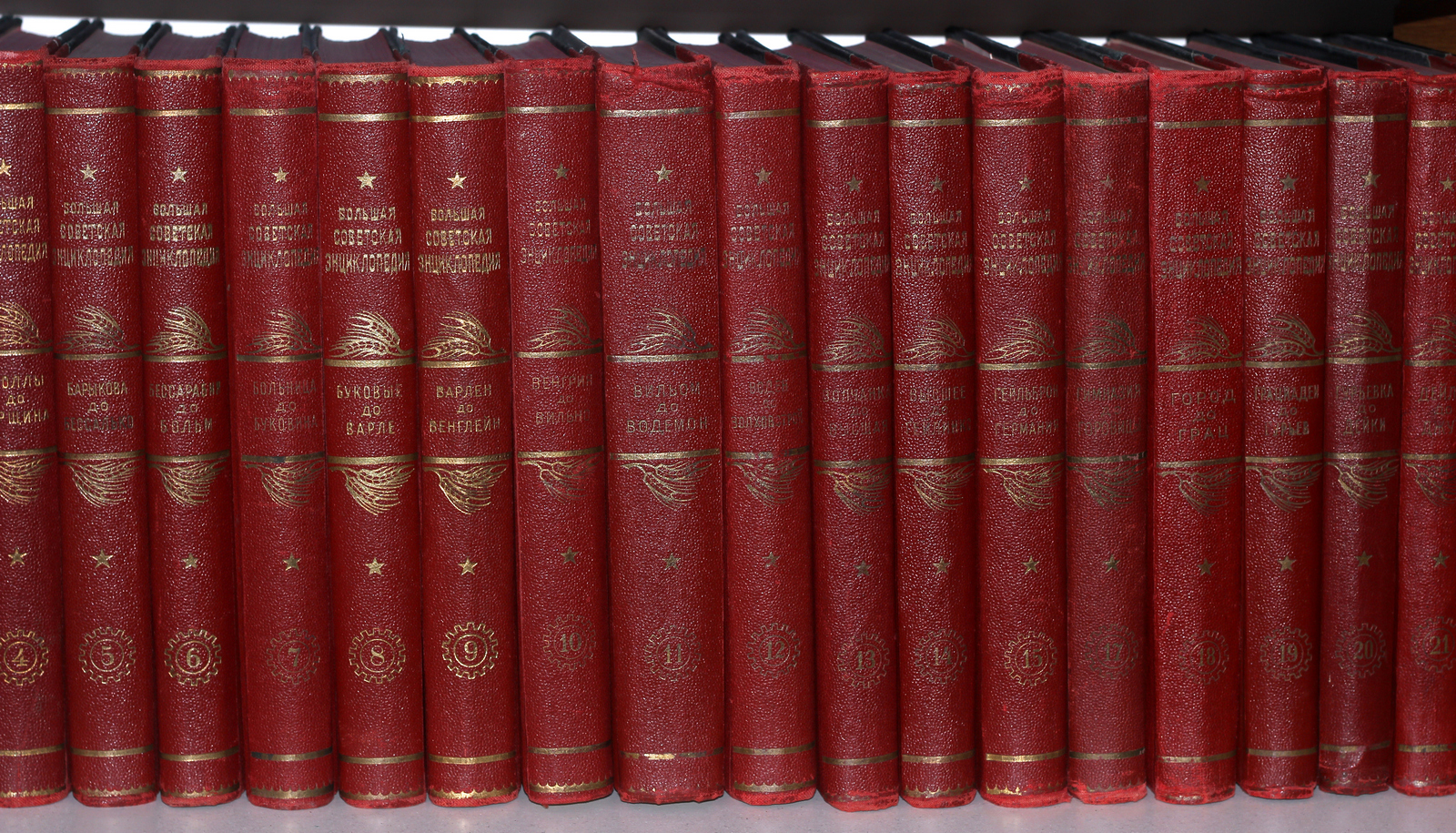
۱۹۲۷
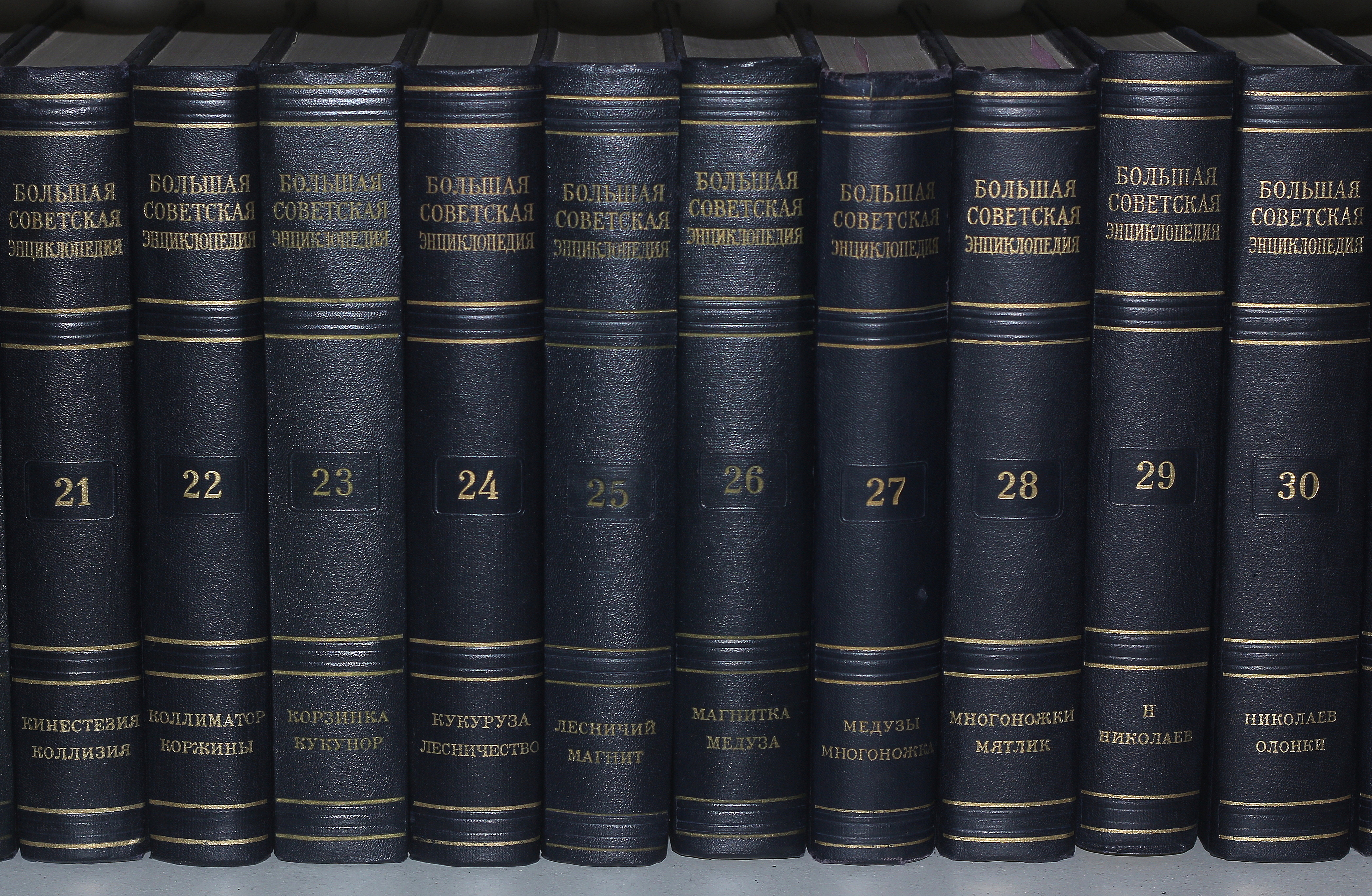
۱۹۵۰
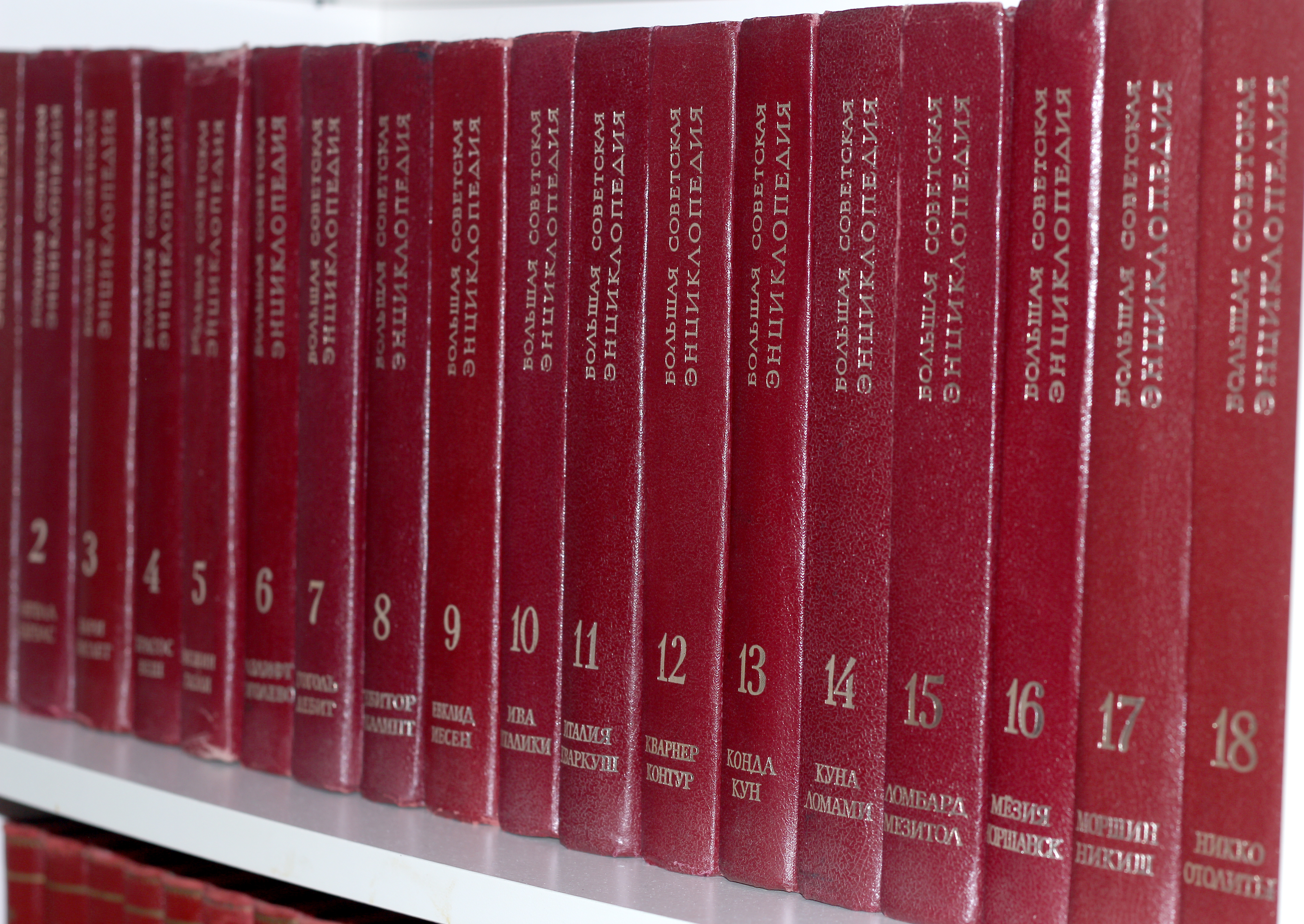
۱۹۷۷